# Niesłabin
Niesłabin – wieś w Polsce położona w województwie wielkopolskim, w powiecie śremskim, w gminie Śrem. 
Wieś duchowna Niesłabino, własność kapituły katedralnej poznańskiej, pod koniec XVI wieku leżała w powiecie pyzdrskim województwa kaliskiego.
W latach 1954–1959 wieś należała i była siedzibą władz gromady Niesłabin, po jej zniesieniu w gromadzie Śrem. W latach 1975–1998 miejscowość administracyjnie należała do województwa poznańskiego.
Wieś położona 7 km na północ od Śremu, przy drodze powiatowej nr 2464 z Świątnik do Zbrudzewa, nad rozlewiskami i starorzeczami Warty, wśród których położone jest grodzisko.
W dokumentach Niesłabin pierwszy raz wymieniany był w 1395 jako wieś wchodząca w skład majątku kapituły poznańskiej. W 1773 przeszła na własność Raczyńskich herbu Nałęcz. Od 1912 właścicielami byli Piotrowiacy i Staszewscy. Miejscowa tradycja głosi, że we wsi istniała kaplica św. Benona.
Zabytkami wsi znajdującymi się w gminnej ewidencji zabytków jest zespół folwarczny z pocz. XX wieku, budynek szkoły z pocz. XX w., ochronka z końca XIX w., zabytkowe domy mieszkalne i zagrody. Świątkami przydrożnymi jest figura św. Jana Nepomucena sprzed II wojny światowej, figura Najświętszego Serca Jezusa sprzed II wojny światowej przy ul. Jeziornej, kapliczka z Krzyżem Świętym z 1945 przy drodze do Orkowa oraz krzyż przydrożny z lat 60. XX wieku.
We wsi znajduje się filia Biblioteki Publicznej im. Heliodora Święcickiego w Śremie, według danych z 31 grudnia 2008 znajduje się tutaj 7906 woluminów, z biblioteki korzysta 58 czytelników, którzy odwiedzili ją 1511 razy, wypożyczyli 550 książek i 80 czasopism.